# CONSTRUCT

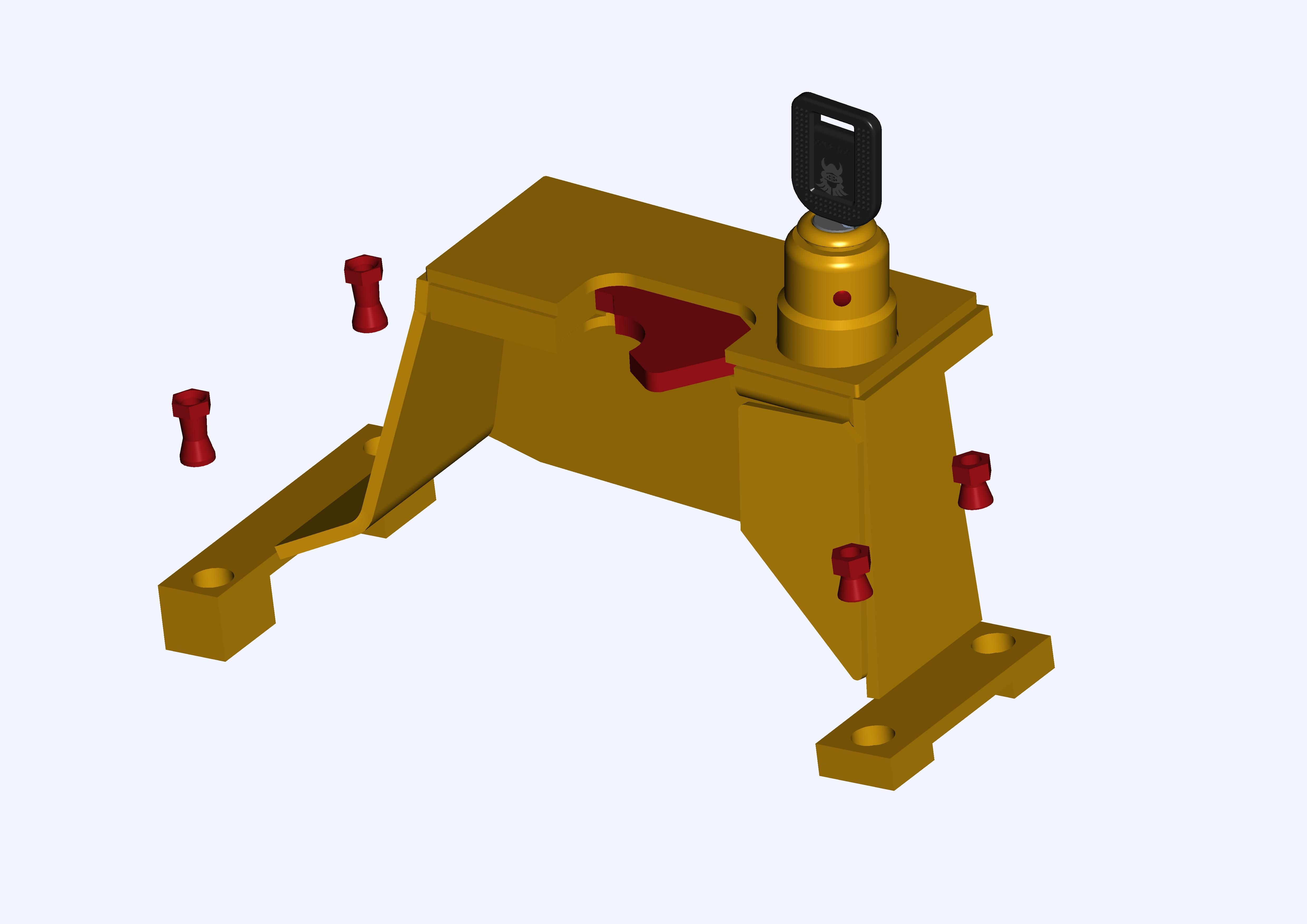
3D pohled na mechanické zabezpečení řadicí páky Construct

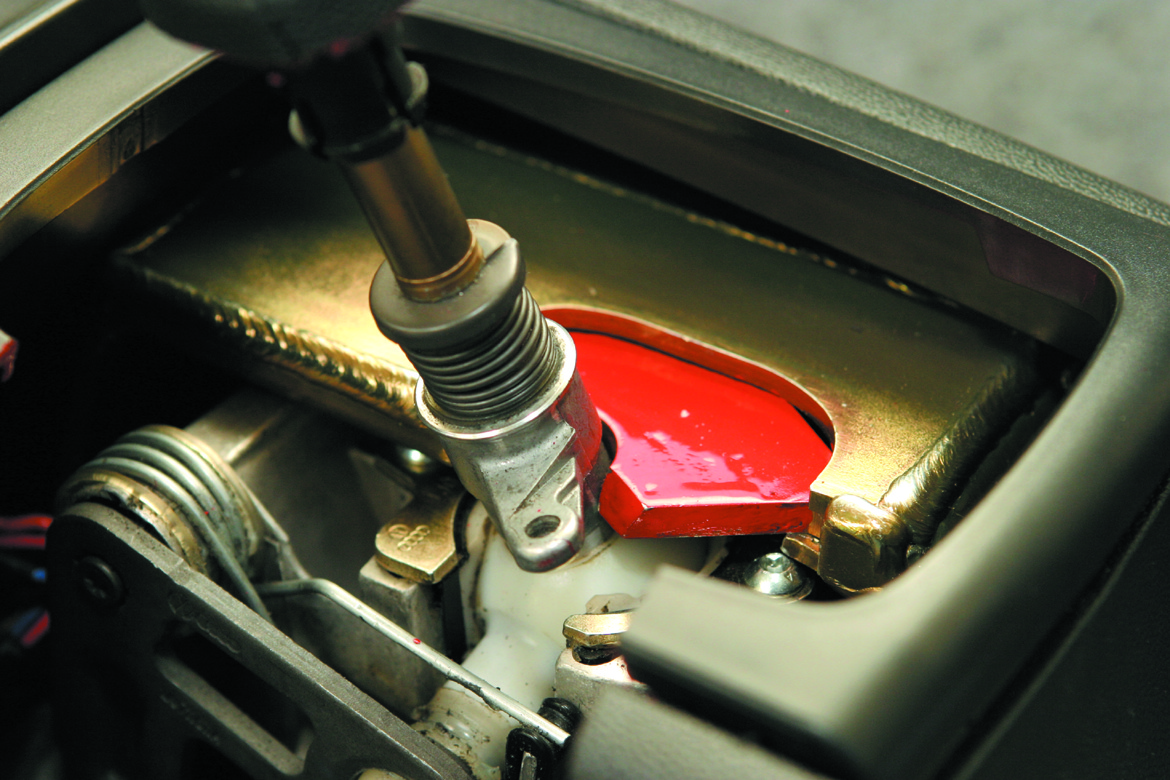
Princip zabezpečení Construct spočívá v blokaci řadicí páky

CONSTRUCT A&D, s.r.o. je český výrobce mechanického zabezpečení vozidel proti krádeži. Společnost založil v roce 1991 Petr Ambrož, který vlastní firmu dodnes. Výroba od počátku probíhá výhradně v České republice ve výrobním závodě ve Velkém Meziříčí.
Společnost operuje v České republice, dalších 15 evropských zemích a expanduje i mimo Evropu do Malajsie a Dominikánské republiky. V současné době tvoří export 2/3 celkové produkce.
Hlavním produktem, který firma vyrábí již od roku 1991, je mechanické zabezpečení Construct - zámek řadicí páky. Doplňkovými produkty jsou elektromechanické zabezpečení vozu Construct Safetronic a kombinace zabezpečení řadicí páky a zámku kapoty Construct Vario.
Výroba zabezpečení Construct se řídí normou ISO 9001:2016. Společnost dále získala certifikát od TÜV. Construct vlastní patenty a užitné vzory, podle kterých se produkty vyrábí.

## Vlastnická struktura
Zabezpečení Construct vyvíjí, vyrábí a distribuuje společnost CONSTRUCT A&D, a.s.
Dřívější obchodní společnosti CONSTRUCT CZECH a.s., která zajišťovala prodej a služby na tuzemském trhu a CONSTRUCT EUROPE s.r.o. prodávající na zahraničních trzích, zanikly a všechny jejich závazky přebrala mateřská CONSTRUCT A&D, a.s.

## Historie
První mechanické zabezpečení Construct vyrobil v roce 1991 na vůz Škoda Favorit. Šlo o jednoduchý systém, jehož základní principy zůstaly dodnes zachovány. Zpočátku výroba produkovala přibližně sto kusů zámků řadicí páky měsíčně, současná kapacita výrobního závodu přesahuje měsíčně deset tisíc kusů.
V roce 1998 se společnost přestěhovala do areálu Františkov ve Velkém Meziříčí. Ve stejném roce otevřela novou pobočku v Praze, kam se přestěhovalo vedení obchodu a marketing. O rok později byla založena dceřiná společnost CONSTRUCT Slovakia v Bratislavě. Expanze do zahraničí začala v roce 1997. Podíl tuzemských a exportních prodejů se v průběhu několika let razantně změnil. V roce 2007 přesáhl export dvě třetiny celkové produkce a tento stav trvá dodnes. Construct se přednostně zaměřuje na trhy východní Evropy. Od roku 2006 Construct expanduje i mimo Evropu - např. do Malajsie či Dominikánské republiky.
Tři roky po zahájení výroby bylo mechanické zabezpečení Construct zařazeno mezi originální příslušenství pro všechny modely automobilů značky Škoda.
Za dvacet let existence byly vyrobeny již dva miliony kusů mechanického zabezpečení Construct. Milióntý kus byl vyroben v květnu 2007, další půlmilion o dva roky později.[zdroj?]
Mezi roky 2008 a 2010 došlo z důvodu ekonomické krize k poklesu prodejů produktů Construct o více než šedesát procent. V roce 2010 poté došlo k nárůstu prodejů o více než třetinu.[zdroj?]

## Vyráběné produkty
Do portfolia produktů patří v současné době klasické mechanické zabezpečení proti krádeži Construct, elektromechanické zabezpečení Construct Safetronic a kombinace zabezpečení řadicí páky se zámkem kapoty Construct Vario.[zdroj?]
Všechny produkty jsou masivní bezpečnostní systémy, vyráběné z vysoce odolných kvalitních materiálů. Zařízení nepodléhají tepelným a chemickým vlivům, nemění své vlastnosti ani po podchlazení tekutým dusíkem. Konstrukci není možné překonat pomocí známých destruktivních metod (např. vytržením jádra vložky), stejně tak jako pomocí metod nedestruktivních (např. metoda Bump-key). Zámková vložka splňuje podmínky norem ČSN EN 1303 a ČSN EN 1627 a vyhovuje nejvyšší třídě bezpečnosti evropských norem. Systém není závislý na stavu autobaterie ani na jiných funkcích vozidla. Ztížený přístup komplikuje případné pokusy o jeho překonání.[zdroj?]
Mechanický systém blokuje řadicí páku či mechanismus řazení při zařazeném zpětném převodovém stupni (u manuální převodovky) nebo v poloze parking (u automatické převodovky).[zdroj?]
Mechanická zabezpečení Construct a Construct Vario jsou vybaveny cylindrickou zámkovou vložkou, která splňuje podmínky nejvyšších tříd bezpečnostních norem. Zámková vložka vylučuje náhodné uzamčení a je odolná proti odvrtání, rozlomení či vyhmatání planžetou. Převážná část zámkových vložek je certifikována u Národního bezpečnostního úřadu ČR.[zdroj?]
Montáž zabezpečení Construct provádějí speciálně vyškolení pracovníci autorizovaných montážních organizací. Zařízení se instaluje do vozidla pomocí bezpečnostních trhacích šroubů, které jej pevně pojí s vozidlem. Díky těmto faktorům poskytuje Construct v České republice kromě standardní zákonné záruky i prodlouženou variantu až na 5 let. Tato garance je podmíněna autorizovanou instalací a pravidelnými každoročními kontrolami u montážní organizace, popř. u výrobce.[zdroj?]
Nainstalované mechanické zabezpečení Construct zohledňují také pojišťovny a leasingové společnosti, které poskytují při jeho instalaci do vozidla slevy na pojistném.[zdroj?]

## Členství v organizacích
Construct je členem Asociace technických bezpečnostních složek Grémium Alarm (AGA) , reprezentativního profesního sdružení firem a subjektů vyvíjející podnikatelskou, pracovní nebo jinou činnost v oblasti technických služeb a zařízení, sloužících k ochraně osob a majetku, autorizované společenstvo Hospodářské komory ČR a členem evropských asociací EURALARM a ESBOC.[zdroj?]
Construct spolupracuje s Policií ČR, Ministerstvem vnitra ČR a dalšími subjekty jako partner projektu Rok zabezpečení vozidel, který má za cíl upozornění na rizika spojená s nezabezpečením majetku proti krádežím. V rámci tohoto projektu běžela například kampaň „Lekli jste se?“.